# Froidefontaine
Froidefontaine és un municipi francès, es troba al departament del Territori de Belfort i a la regió de Borgonya - Franc Comtat. L'any 1999 tenia 444 habitants.

## Geografia
El municipi se situa al marge de la Bourbeuse, riu que neix de la unió de la Madeleine i de la Saint-Nicolas.

## Demografia
| 1962 | 1968 | 1975 | 1982 | 1990 | 1999 |
| ---- | ---- | ---- | ---- | ---- | ---- |
| 399  | 408  | 431  | 431  | 437  | 444  |